# Thorsten Benter
Thorsten Benter (* 17. Februar 1962 in Schleswig) ist ein deutscher Chemiker. Er ist seit 2001 Lehrstuhlinhaber des Fachs Physikalische Chemie an der Bergischen Universität Wuppertal.

## Biographie
Nach Abitur an der Staatlichen Domschule Schleswig nahm er das Chemiestudium an der  Christian-Albrechts-Universität zu Kiel auf und schloss es 1987 mit der Diplomhauptprüfung ab. Er wurde 1993 mit seiner Dissertation über „ REMPI massenspektrometrische Untersuchungen zur Produktbildung in den Reaktionen von NO3 Radikalen mit ungesättigten Kohlenwasserstoffen“ promoviert. Von 1997 bis 2001 war er Assistant Professor of Chemistry an der  University of California, Irvine und folgte anschließend einem Ruf an die Bergische Universität Wuppertal.

## Forschung
Seine Forschungsschwerpunkte sind die methodische Entwicklung von Ionisationsverfahren, insbesondere bei Atmosphärendruck sowie die Entwicklung diagnostischer  MS Verfahren. Er war maßgeblich an der Entwicklung der Laserionisation bei Atmosphärendruck (APLI) beteiligt.

## Veröffentlichungen (Auswahl)
- M. Constapel, M. Schellenträger, O. J Schmitz, S. Gäb, K. J Brockmann, R. Giese, Th Benter: Atmospheric‐pressure laser ionization: a novel ionization method for liquid chromatography/mass spectrometry. In: Rapid Communications in Mass Spectrometry. Band 19, Nr. 3, 2005, S. 326–336, doi:10.1002/rcm.1789.
- Stefan Droste, Marc Schellenträger, Marc Constapel, Siegmar Gäb, Matthias Lorenz, Klaus J Brockmann, Thorsten Benter, Dieter Lubda, Oliver J Schmitz: A silica‐based monolithic column in capillary HPLC and CEC coupled with ESI‐MS or electrospray‐atmospheric‐pressure laser ionization‐MS. In: ELECTROPHORESIS. Band 26, Nr. 21, 2005, S. 4098–4103, doi:10.1002/elps.200500326.
- R. Schiewek, M. Schellenträger, R. Mönnikes, M. Lorenz, R. Giese, K. J. Brockmann, S. Gäb, Th. Benter, O. J. Schmitz: Ultrasensitive Determination of Polycyclic Aromatic Compounds with Atmospheric-Pressure Laser Ionization as an Interface for GC/MS. In: Analytical Chemistry. Band 79, Nr. 11, 2007, S. 4135–4140, doi:10.1021/ac0700631.